# Stuart Holden
Stuart Alistair Holden (ur. 1 sierpnia 1985 w Aberdeen) – amerykański piłkarz pochodzenia szkockiego występujący na pozycji pomocnika. Król strzelców SuperLigi 2008.

## Początki
Holden w pierwszych latach życia trenował w juniorach klubu Aberdeen FC. Dorastał w amerykańskim Houston, gdzie przeniósł się ze Szkocji w wieku 10 lat. Jego ojciec Brian, były gracz rugby, pracował dla Chevron Corporation w oddziale zasobów ludzkich. Stuart uczęszczał do Clemson University, gdzie występował w uniwersyteckiej drużynie Clemson Tigers.

## Kariera klubowa

### Sunderland
W marcu 2005 roku Stuart podpisał kontrakt z angielskim Sunderlandem. Kilka dni później został jednak zaatakowany przed barem w Newcastle, doznając złamania oczodołu. To uniemożliwiło mu zadebiutowanie w Sunderlandzie.

### Houston Dynamo

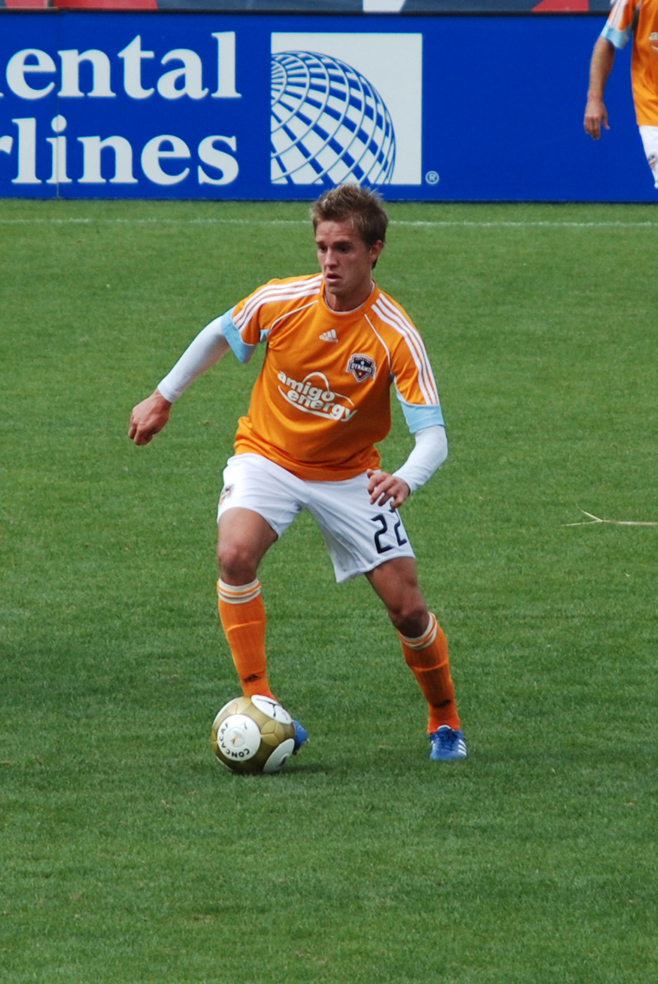
Holden jako zawodnik Houston Dynamo

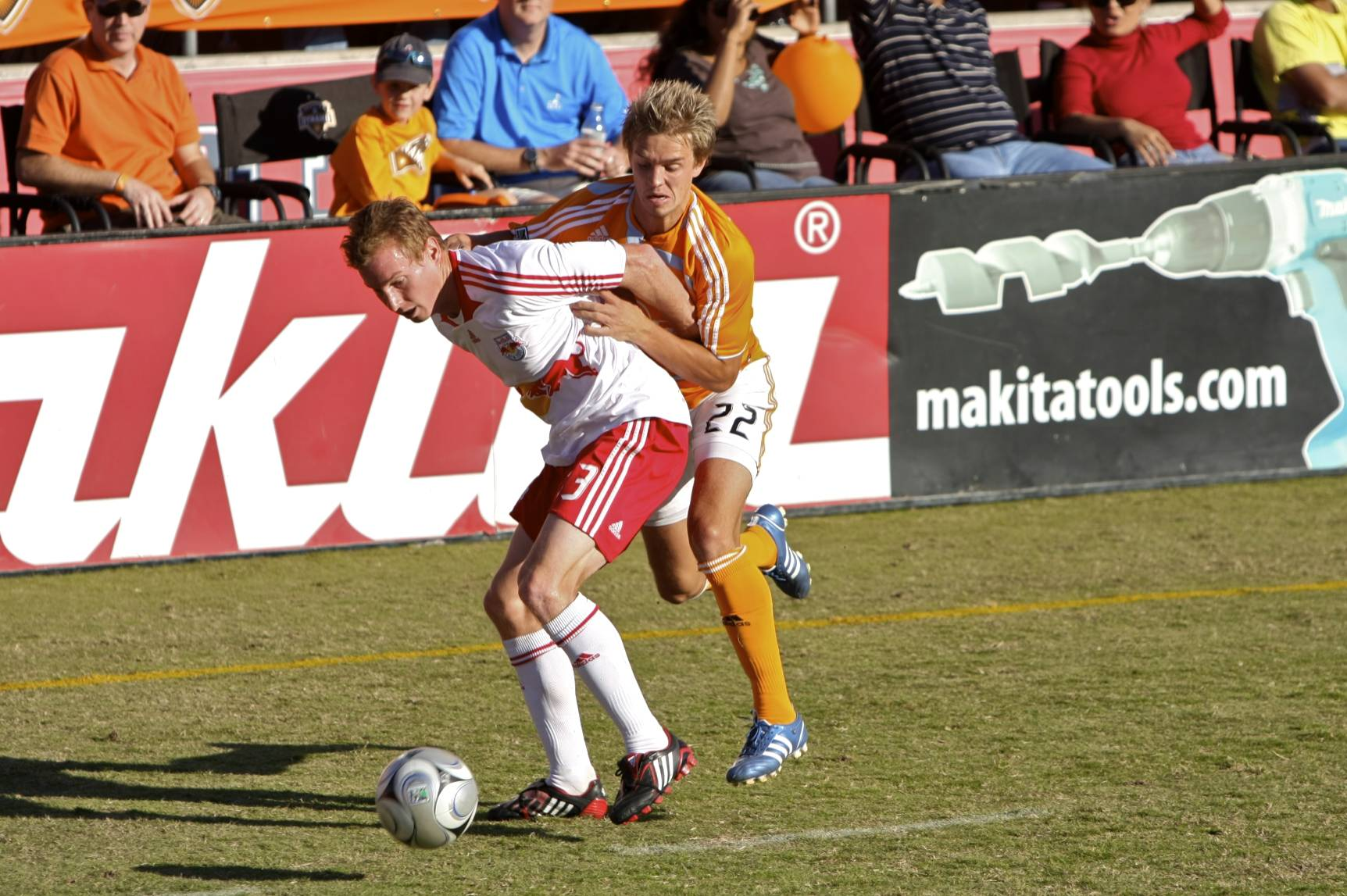
Holden (z prawej) w walce z Chrisem Leitchem w meczu Dynamo – NY Red Bulls

Rok później powrócił do USA, gdzie występował w pierwszoligowym Houston Dynamo. W Major League Soccer zadebiutował 27 maja 2006, a pierwszego gola zdobył 22 lipca 2006 w spotkaniu z New England Revolution (1:1).
W sezonie 2006 Holden wystąpił w 13 spotkaniach (zdobył też jednego gola), a rok później już w 21 (5 goli). Młody pomocnik skorzystał z kontuzji Brada Davisa i wywalczył miejsce na skrzydle zespołu z Houston. W roku 2008 wybiegał na boisko 27 razy (3 gole), a kolejnym sezonie zaliczył 27 spotkań (6 goli).
W barwach Dynamo doszedł do finału SuperLigi 2008. Drużyna naturalizowanego Amerykanina przegrała z New England Revolution w rzutach karnych 6:5. Stuart z 3 bramkami wywalczył na tej imprezie tytuł króla strzelców razem z Shalrie Josephem i Ante Razovem.

### Bolton Wanderers
| „Ma wielką energię i jest wytrwały w dążeniu do celu. Chce udowodnić, że potrafi grać w najsilniejszych ligach na świecie.”– Owen Coyle |

Po zakończeniu sezonu 2009 w MLS, Holden wyjechał do Anglii, aby trenować z tamtejszymi zespołami. Ostatecznie 25 stycznia 2010 został zawodnikiem Boltonu, z którym podpisał półroczny kontrakt. W nowym klubie debiutował 24 lutego 2010 w meczu z Tottenhamem (0:4) w rozgrywkach F.A. Cup. W lidze angielskiej po raz pierwszy wystąpił w spotkaniu przeciwko Wolverhampton Wanderers (1:0). Rozegrał wtedy pełne 90 minut.

## Kariera reprezentacyjna
Stuart Holden 11 razy wystąpił w reprezentacji USA U-20. Na początku 2007 roku został powołany na obóz amerykańskiej kadry U-23 na obozy w Kalifornii i w Chinach, gdzie młodzieżówka „The Yanks” zagrała ze swoim chińskim odpowiednikiem. Dostał również powołanie do reprezentacji na Letnie Igrzyska Olimpijskie 2008. 7 sierpnia zdobył na Igrzyskach gola w meczu z Japonią. W grudniu 2008 pojechał na zgrupowanie kadry narodowej przed towarzyskim meczem ze Szwecją. Niedługo przed spotkaniem tym doznał jednak urazu biodra i nie mógł wystąpić w sparingu.
Stuart znalazł się w rezerwowym składzie „The Yanks” na Złoty Puchar CONCACAF 2009, kiedy to regularni gracze reprezentacji odpoczywali przed Pucharem Konfederacji. W tej imprezie zdobył 2 bramki, 3 asysty i został członkiem drużyny turnieju.

### Gole w reprezentacji
| #  | Data          | Miejsce         | Przeciwnik | Gol   | Wynik | Zawody                     |
| -- | ------------- | --------------- | ---------- | ----- | ----- | -------------------------- |
| 1. | 4 lipca 2009  | Seattle, USA    | Grenada    | 2 – 0 | 4–0   | Złoty Puchar CONCACAF 2009 |
| 2. | 11 lipca 2009 | Foxborough, USA | Haiti      | 2 – 2 | 2–2   | Złoty Puchar CONCACAF 2009 |

## Styl gry
Holden jest obunożnym, kreatywnym i wszechstronnym piłkarzem, który może grać na każdej pozycji w pomocy. Dzięki precyzyjnemu wykonywaniu stałych fragmentów gry i rajdom z piłką jest czasami porównywany do Davida Beckhama.

## Osiągnięcia
- Houston Dynamo
  - Zdobywca MLS Cup: 2006, 2007
- Indywidualne
  - MLS Best XI: 2009
  - Drużyna turnieju w Złotym Pucharze CONCACAF: 2009
- Reprezentacja USA
  - Drugie miejsce w Złotym Pucharze CONCACAF: 2009

## Życie prywatne
„Stu” ukończył Awty International School w Houston, a obywatelstwo amerykańskie przyjął w 2006 roku. Jego ojciec zmarł na początku roku 2009 po trwającej 6 lat walce z rakiem trzustki. Jego siostra i matka na stałe mieszkają w Houston, mimo to piłkarz uważa za swoją ojczyznę Szkocję, którą często odwiedza.
Jego ulubionym klubem piłkarskim jest Manchester United. Został obdarzony przez kolegów pseudonimem „The Chameleon” (Kameleon), gdyż zawsze potrafi się łatwo przystosować do nowej sytuacji lub otoczenia.
Młodszy brat Stuarta, Euan, również jest piłkarzem i ma za sobą występy m.in. w duńskim Vejle BK.